# Alonzo Russell
Alonzo Russell, né le 8 février 1992, est un athlète bahaméen, spécialiste du 400 mètres.

## Biographie
Il remporte la médaille d'argent du relais 4 × 400 m lors des Jeux du Commonwealth de 2014, à Glasgow, en compagnie de LaToy Williams, Michael Mathieu et Chris Brown.
Le 20 mars 2016, Russell devient vice-champion du monde en salle avec ses coéquipiers du relais 4 x 400 m lors des championnats du monde en salle de Portland en 3 min 04 s 75, derrière les États-Unis (3 min 02 s 45) mais devant Trinité-et-Tobago (3 min 05 s 51).

### Palmarès
| Date | Compétition                    | Lieu           | Résultat | Épreuve   | Temps         |
| ---- | ------------------------------ | -------------- | -------- | --------- | ------------- |
| 2014 | Jeux du Commonwealth           | Glasgow        | 2e       | 4 × 400 m | 3 min 00 s 51 |
| 2015 | Jeux panaméricains             | Toronto        | 4e       | 4 x 400 m | 3 min 00 s 34 |
| 2015 | Championnats NACAC             | San José       | 2e       | 4 x 400 m | 3 min 00 s 53 |
| 2016 | Championnats du monde en salle | Portland       | 2e       | 4 × 400 m | 3 min 04 s 75 |
| 2016 | Jeux olympiques                | Rio de Janeiro | 3e       | 4 × 400 m | 2 min 58 s 49 |
| 2018 | Jeux du Commonwealth           | Gold Coast     | 2e       | 4 × 400 m | 3 min 01 s 92 |
| 2022 | Championnats NACAC             | Freeport       | 3e       | 4 × 400 m | 3 min 6 s 21  |

### Records
| Épreuve | Performance | Lieu        | Date          |
| ------- | ----------- | ----------- | ------------- |
| 400 m   | 44 s 73     | Gainesville | 15 avril 2023 |